# رضح مجهري
رضح مجهري (بالإنجليزية: Microtrauma)‏ هو مُصطلحٌ عام يُشير إلى الإصابات الصغيرة في الجسم. قد يتضمن الرضح المجهري التمزقات المجهرية في الألياف العضلية، والغمد حول العضلة والنسيج الضام، كما قد يشمل الضغط على الأوتار والعظام، كما أنه من غير الواضح ما إذا كان الرباط يحصلُ له نفس الشيء أم لا.